# Hemerocallis 'Bonanza'
Лиле́йник, или красодне́в 'Bonanza' (Hemerocallis 'Bonanza') — сорт многолетних травянистых растений рода Лилейник (лат. Hemerocallis).
Используется как декоративное садовое растение, а также для озеленения и укрепления придорожных территорий. Используется в качестве модельного растения в биологических исследованиях.
Информация относительно этого сорта противоречива. В базе данных American Hemerocallis Society (AHS) цвет цветков сорта 'Bonanza' (Gates-L., 1994) описывается, как красно-оранжевый с зелёным горлом. Сорт 'Bonanza1954' (Ferrick, 1954) с цветками оранжево-жёлтого цвета также лишь отчасти соответствует тому, что реализуется под названием 'Bonanza'.

## Описание
Диплоид.
Высота и ширина растений от 60 до 90 см.
Цветки золотисто-оранжевые с фиолетово-коричневым горлом, слегка ароматные.

## В культуре
Рекомендуется высаживать в местах освещённых солнцем или в полутени.
Почва: хорошо дренированная, умеренно влажная, плодородная. Кислотность почвы от 6,1 до 7,8 pH.
Зоны морозостойкости (USDA-зоны): от 3a до 9b.